# Marian Grotowski (fizyk)

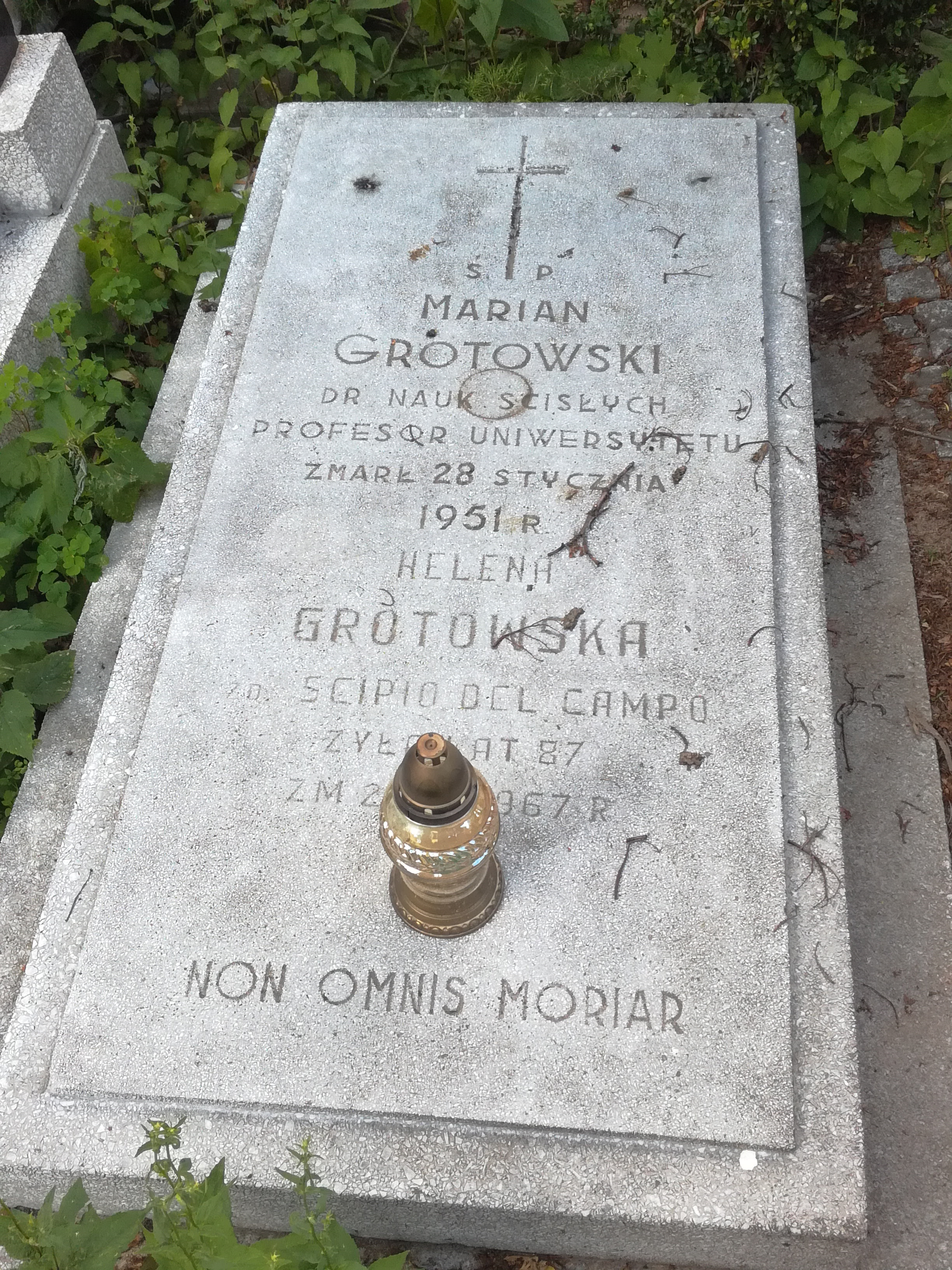
Grób profesora Mariana Grotowskiego na Starym Cmentarzu w Łodzi

Marian Grotowski (ur. 8 września 1882 w Rawie Mazowieckiej, zm. 28 stycznia 1951 w Łodzi) – polski fizyk, profesor Wolnej Wszechnicy Polskiej, współorganizator i prorektor Uniwersytetu Łódzkiego.

## Życiorys
Był synem Józefa Grotowskiego (1842-1914), Sybiraka, rejenta w Rawie Mazowieckiej i Konstancji z Bardzkich (1846-1926); jego brat Żelisław Grotowski był dr. ekonomii, bibliotekarzem w Muzeum Polskim w Rapperswilu, historykiem przemysłu, żołnierzem Legionów Polskich.
Marian Grotowski ukończył III gimnazjum w Warszawie, studiował na Cesarskim Uniwersytecie Warszawskim, a następnie na Uniwersytecie we Fryburgu szwajcarskim, uzyskał tu w 1909 r. stopień doktora na podstawie pracy: L'effet photoélectrique et la phosphorescence (opublikowanej w Paryżu w 1910).
Był członkiem wolnomularstwa w II Rzeczypospolitej.
W 1913 był członkiem Zarządu Towarzystwa Kultury Polskiej. Był wykładowcą fizyki na Wydziale Przyrodniczym (1911-1918) i Wydziale Technicznym (1909-1916), oraz fizyki doświadczalnej na Wydziale Matematyczno-Fizycznym Towarzystwa Kursów Naukowych w Warszawie (1915-1918). Był także w latach 1911-1918 członkiem TKN. Od 1915 był współorganizatorem Politechniki Warszawskiej, na której następnie pracował (1916-1922). W latach 1919–1922 kierował Katedrą Fizyki na Wydziale Elektrycznym Politechniki Warszawskiej. Należał do współorganizatorów, a następnie był wieloletnim profesorem Wolnej Wszechnicy Polskiej (od 1922 do wybuchu II wojny światowej).
W okresie międzywojennym prowadził w Wojskowym Instytucie Przeciwgazowym badania nad elektrycznym osadzaniem się dymów (wyniki badań niepublikowane).
W czasie okupacji hitlerowskiej zajmował się działalnością dydaktyczną: pisał podręczniki i prowadził zajęcia na tajnych kompletach.
Po II wojnie światowej był przewodniczącym Komitetu Organizacyjnego Uczelni Państwowej w Łodzi (maj-czerwiec 1945), a następnie Komisji Kierującej Uniwersytetu Łódzkiego (wraz z prof. Stanisławem Ossowskim i prof. Józefem Chałasińskim). W latach 1946–47 pełnił funkcję prorektora Uniwersytetu Łódzkiego, organizował Katedrę Fizyki Eksperymentalnej Uniwersytetu Łódzkiego, był prodziekanem Wydziału Matematyczno-Przyrodniczego Uniwersytetu Łódzkiego.
Należał do współorganizatorów Łódzkiego Towarzystwa Naukowego i był krótko (w 1946) jego prezesem; był także członkiem założycielem Oddziału Łódzkiego Polskiego Towarzystwa Fizycznego.

## Wybrane publikacje
W 1913 wraz z Wacławem Wernerem, Marią Sadzewiczową, Stanisławem Landauem wydał pracę Z dziejów rozwoju fizyki (Warszawa 1913); wydanie drugie, zmienione ukazało się pt. Dzieje rozwoju fizyki (Warszawa 1931); jego autorstwa jest rozdział Rozwój nauki o cieple.
- Wpływ grubości strugi barwnej na wartość prędkości krytycznej w ruchu burzliwym. Warszawa: Warszawskie Towarzystwo Politechniczne, 1921.
- Elektryczność i optyka. Warszawa: Komisja Wydawnicza Bratniej Pomocy Słuchaczy Politechniki Warszawskiej, 1921.
- Michał Faraday: jego życie i dzieło 1791-1867. Poznań: Księgarnia św. Wojciecha, 1928.
- Newton; tom 1-3. Poznań: Księgarnia św. Wojciecha, 1932-1933.
- Źródła światła. Warszawa: Gebethner i Wolff, 1933 (Z Cyklu: Ujarzmiamy Żywioły).
- Wykłady fizyki: tom 1: Mechanika i ciepło. Lwów: Ossolineum, 1937; wyd. 2: Warszawa: "Czytelnik", 1947; wyd. 3: Warszawa: Spółdzielnia "Czytelnik", 1949.
- Wykłady fizyki: tom 2: zeszyt 1: Rozchodzenie się odkształceń w środowiskach sprężystych: elektryczność i magnetyzm. Łódź: Księgarnia Łódzka Wydawnicza "Czytaj", 1950.
- Wykłady fizyki: tom 2: zeszyt 2: Drgania w środowiskach sprężystych: elektryczność i magnetyzm. Łódź: Księgarnia Łódzka Wydawnicza "Czytaj", 1950.
- Czy istnieje próżnia. Łódź: Czytelnik, 1948. (Z Cyklu: Własności Materii; z. 8, Wiedza Powszechna; 66).
- Optyka Łódź: Łódzkie Towarzystwo Naukowe, 1954. (książka ukazała się już po śmierci autora)[4]

tłumaczenia dzieł z języka francuskiego:
- Jules François Joubert, Zasady elektryczności. Warszawa, 1915.
- Louis Marchis, Termodynamika. Warszawa: Techniczne Towarzystwo Wydawnicze, 1918.

artykuły i recenzje w czasopismach: "Wszechświat", "Wiedza i Życie", "Książka", "Sprawozdania Warszawskiego Towarzystwa Politechnicznego", "Przegląd Matematyczno-Fizyczny".
Jego żona, Helena, z domu Scipio del Campo, była pracownikiem Ministerstwa Wyznań Religijnych i Oświecenia Publicznego, a po wojnie lektorką języka włoskiego na Uniwersytecie Łódzkim; dzieci nie mieli.
Zmarł 28 stycznia 1951 w Łodzi, pochowany został na Starym Cmentarzu w Łodzi (kwatera 7B, rząd 6).